# Apostolische Nuntiatur für Litauen

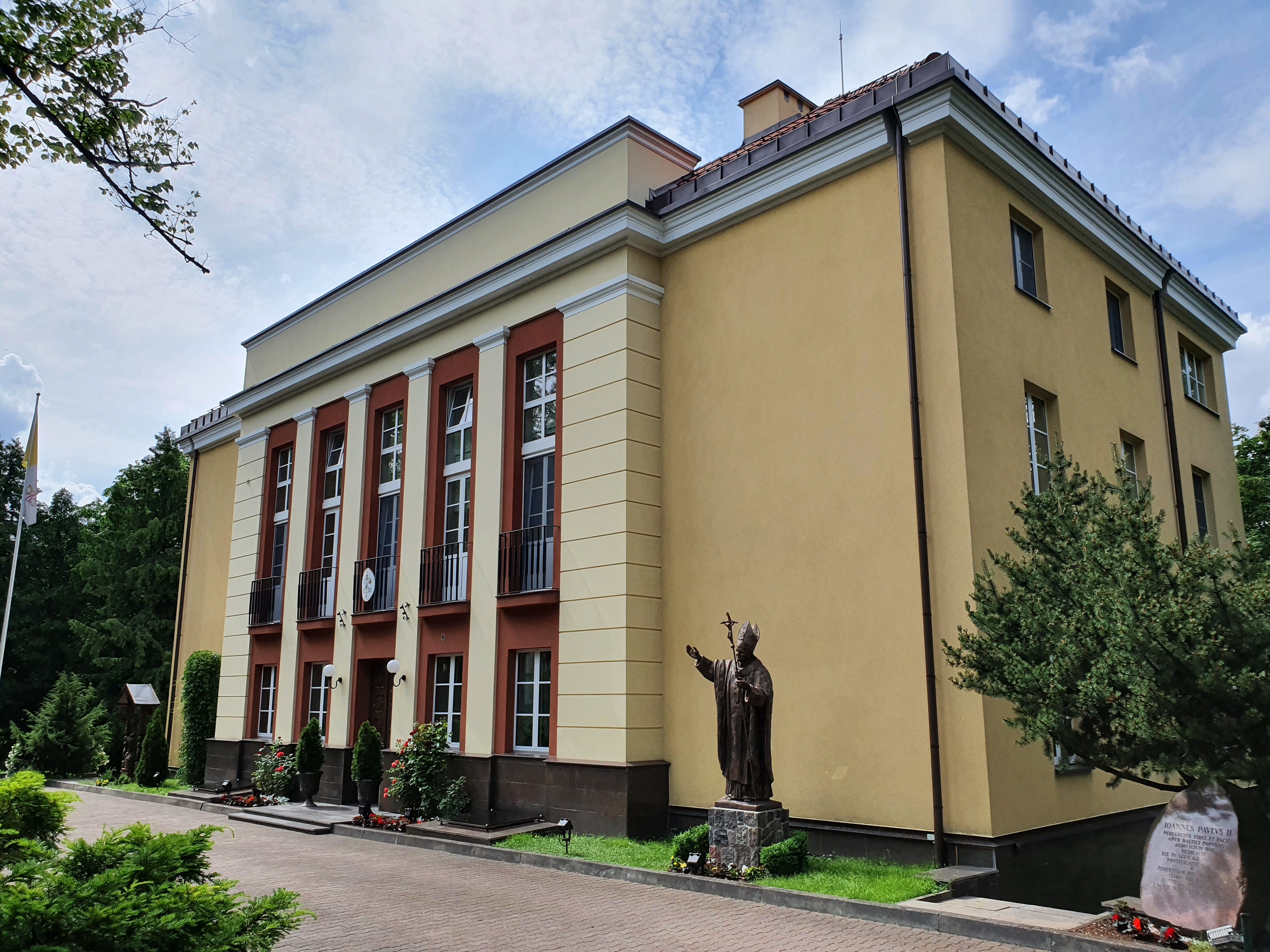
Die Apostolische Nuntiatur in Vilnius

Die Apostolische Nuntiatur für Litauen ist die offizielle diplomatische Vertretung des Heiligen Stuhls in Litauen mit Sitz in Vilnius.
Die Nuntiatur wurde 1991 durch Papst Johannes Paul II. in Vilnius eingerichtet. Der Apostolische Nuntius ist neben Litauen auch für Lettland und Estland zuständig.

## Liste der Apostolischen Nuntien
- 1991–1997: Justo Mullor García
- 1997–2001: Erwin Josef Ender
- 2001–2009: Peter Zurbriggen
- 2009–2014: Luigi Bonazzi
- 2014–2019: Pedro López Quintana
- 2019–2024: Petar Rajič
- seit 2024: Georg Gänswein[1]